# Olios stimulator
Olios stimulator är en spindelart som först beskrevs av Simon 1897.  Olios stimulator ingår i släktet Olios och familjen jättekrabbspindlar. Inga underarter finns listade i Catalogue of Life.